# ریشه‌سر (سرده)
ریشه‌سر (نام علمی: Rhizocephalus) نام یک سرده از تیره گندمیان است.